# Групер

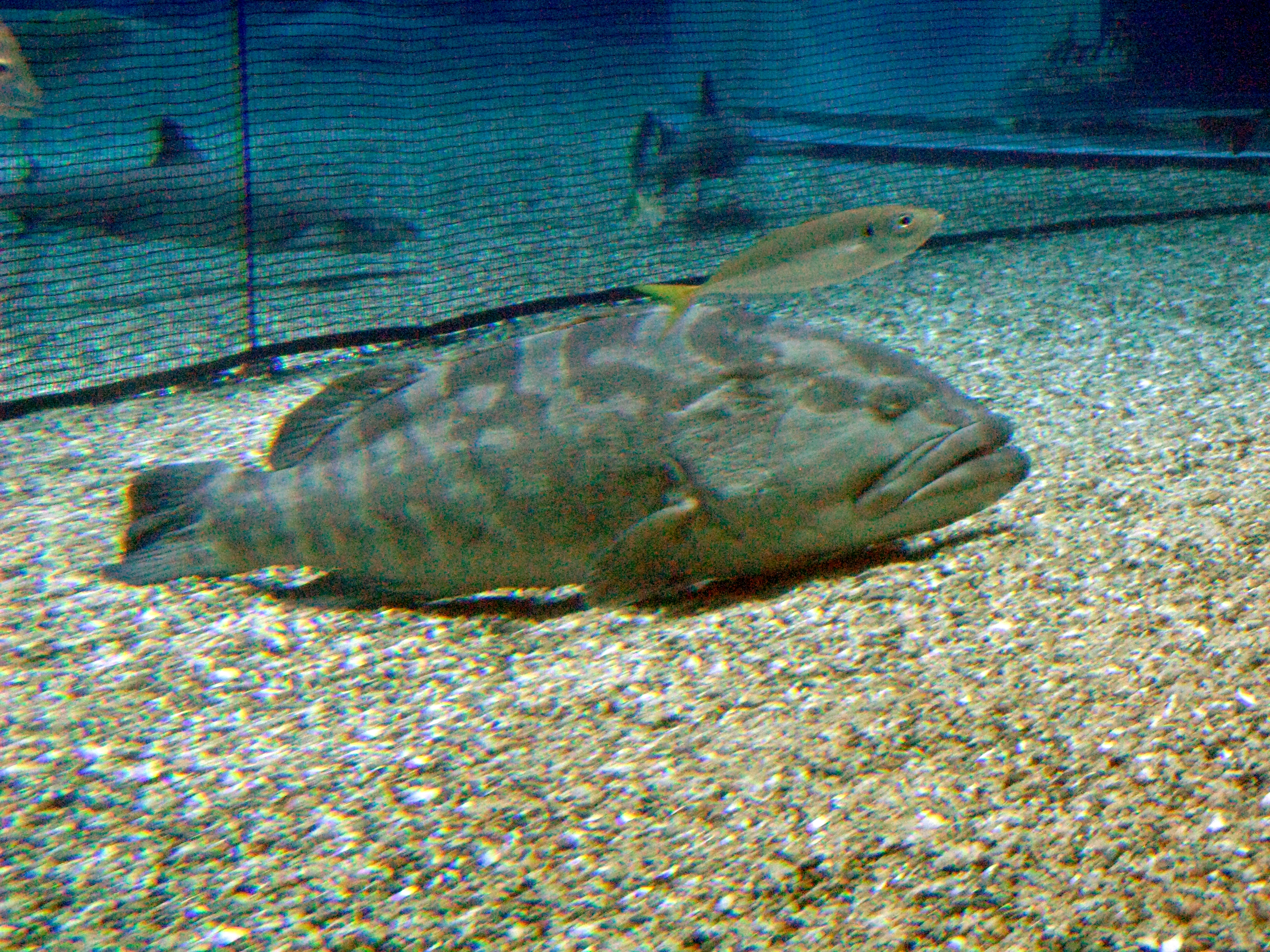
Epinephelus bruneus

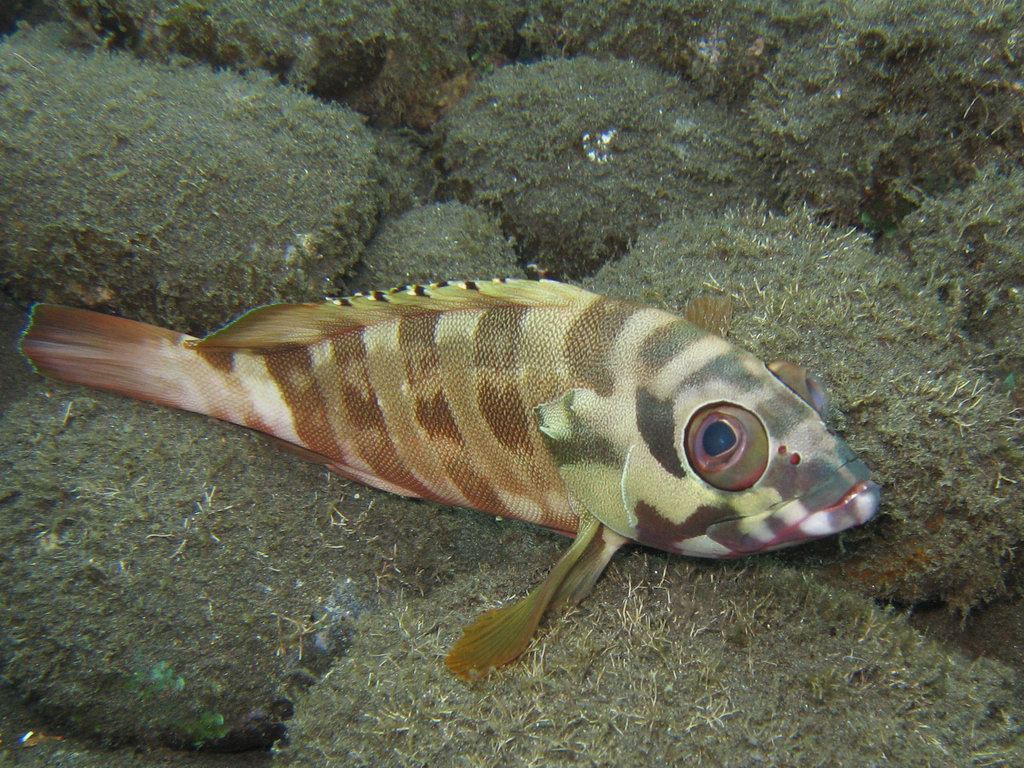
Epinephelus fasciatus

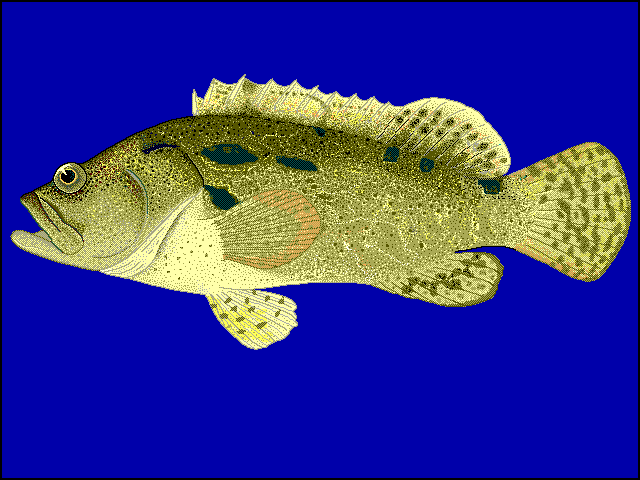
Epinephelus fuscoguttatus

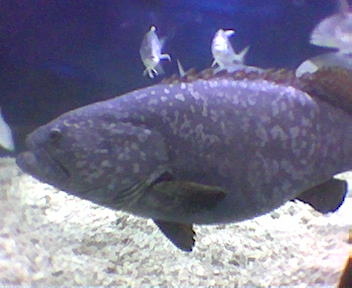
Epinephelus lanceolatus

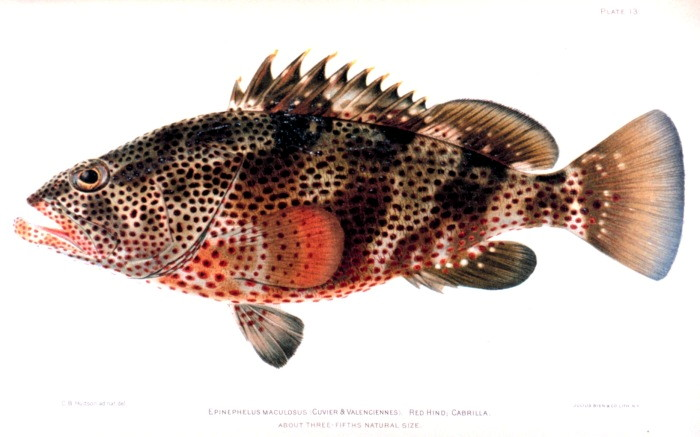
Epinephelus maculatus

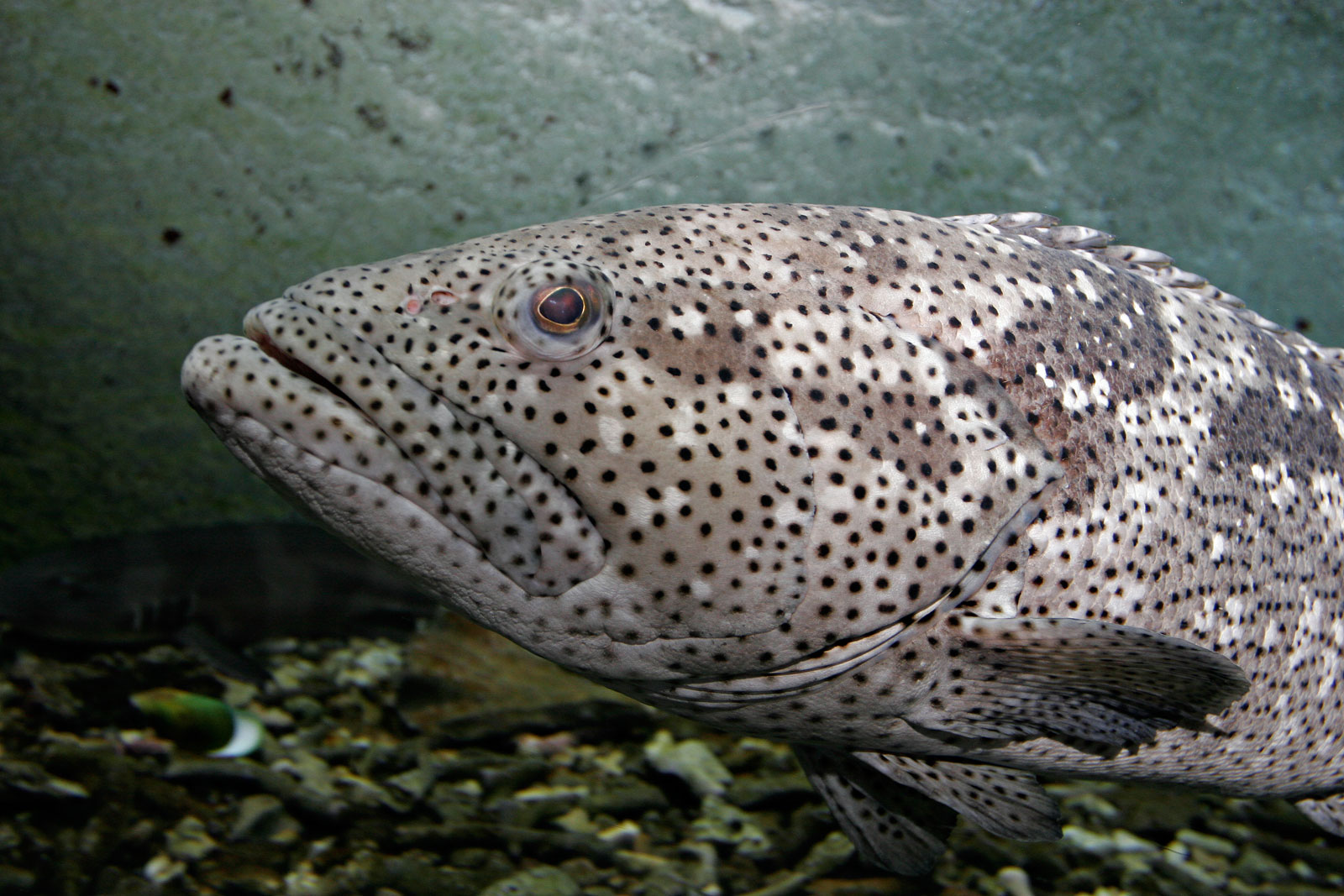
Epinephelus malabaricus

Групер, або Мероу (Epinephelus) — рід риб родини Серранові (Serranidae). Вони зустрічаються в усіх тропічних і субтропічних морях. Налічують близько 90 видів.

## Опис
Довжина і маса риб коливається від 20 см і 100 г, до більше 2,5 метрів і масою більше 450 кг. У водах тропічної частини Індійського і Тихого океанів мешкає велетенський групер ''Epinephelus lanceolatus'' довжиною 270 см і вагою 400 кг В західній частині Тихого океану водиться групер Epinephelus itajara, 250 см завдовжки і вагою 455 кг. Це переважно великі риби, що мають масивне, злегка стисле з боків тіло і дещо сплюснуту зверху вниз голову. Луска дрібна, зазублена, щільно сидить. Нижня щелепа зазвичай сильно видасться вперед і має одну або декілька пар сильних зубів, на верхній щелепі розташовані також зуби (частіше всього одна пара).
Передкришка сильно зазублена. Рідкісні короткі і товсті зяброві тичинки покриті гострими дрібними шпильками, які можуть поранити руку, якщо рибу узяти голою рукою під зябра. Забарвлення груперів, як правило, дуже яскраве і різноманітне, типове для мешканців коралових рифів, в яких вони зазвичай тримаються.

## Поведінка
Хижаки. Їх верхня губа прикріплена до голови за допомогою зв'язок і шкірних складок, і коли риба опускає нижню щелепу, рот набуває форми трубки, яка засмоктує здобич. Живляться дрібними акулами, рибою, омарами, скатами, молодими морськими черепахами. Групери ніколи не утворюють зграй, а тримаються самостійно, підстерігаючи здобич в засідці. Найбільша кількість видів цього роду (близько 50) мешкає в Індійському і Тихому океанах. Більшість з них цінні промислові риби, хоча у деяких індоокеанських видів м'ясо отруйне. Причина цього явища досі повністю не з'ясована.

## Значення
Ловлять груперів переважно гаковими знаряддями лову: вудками, ярусами; рибалки країн Азії і Африки добувають їх також остенями і списами. Особливо успішний промисел великих смугастих груперів (Е. fasciatus, Е. diacanthus) здійснюється біля берегів Північно-західної Індії, де їх лов здійснюється з невеликих моторних або вітрильних суден на відстані 5-10 км від берега в районі підводних скель або коралових рифів. Те, що більшість груперів мешкають серед каменів і коралів, не дозволяє добувати їх у великих кількостях тралами.

## Види
- Epinephelus acanthistius
- Epinephelus adscensionis[1]
- Epinephelus aeneus[2]
- Epinephelus akaara
- Epinephelus albomarginatus
- Epinephelus amblycephalus
- Epinephelus analogus
- Epinephelus andersoni[3]
- Epinephelus areolatus
- Epinephelus awoara
- Epinephelus bilobatus
- Epinephelus bleekeri
- Epinephelus bontoides[4]
- Epinephelus bruneus
- Epinephelus caninus[5]
- Epinephelus chabaudi
- Epinephelus chlorocephalus
- Epinephelus chlorostigma[6]
- Epinephelus cifuentesi
- Epinephelus clippertonensis[7]
- Epinephelus coeruleopunctatus[8]
- Epinephelus coioides[9]
- Epinephelus corallicola[6]
- Epinephelus costae[10]
- Epinephelus cyanopodus[11]
- Epinephelus daemelii[12]
- Epinephelus darwinensis
- Epinephelus diacanthus
- Epinephelus drummondhayi
- Epinephelus epistictus
- Epinephelus ergastularius
- Epinephelus erythrurus[6]
- Epinephelus exsul
- Epinephelus fasciatomaculosus
- Epinephelus fasciatus[13]
- Epinephelus faveatus
- Epinephelus flavocaeruleus[14]
- Epinephelus flavolimbatus
- Epinephelus fuscoguttatus[13]
- Epinephelus gabriellae[15]
- Epinephelus goreensis
- Epinephelus guttatus[16]
- Epinephelus haifensis[17]
- Epinephelus heniochus
- Epinephelus hexagonatus[18]
- Epinephelus howlandi[19]
- Epinephelus indistinctus
- Epinephelus irroratus
- Epinephelus itajara[20]
- Epinephelus labriformis
- Epinephelus lanceolatus[8]
- Epinephelus latifasciatus
- Epinephelus lebretonianus
- Epinephelus longispinis[21]
- Epinephelus macrospilos[22]
- Epinephelus maculatus[23]
- Epinephelus magniscuttis
- Epinephelus malabaricus.[24]
- Epinephelus marginatus[25]
- Epinephelus melanostigma[26]
- Epinephelus merra[27]
- Epinephelus miliaris[28]
- Epinephelus morio[6]
- Epinephelus morrhua
- Epinephelus multinotatus[29]
- Epinephelus mystacinus
- Epinephelus nigritus
- Epinephelus niphobles
- Epinephelus niveatus
- Epinephelus octofasciatus
- Epinephelus ongus[23]
- Epinephelus perplexus
- Epinephelus poecilonotus
- Epinephelus polylepis
- Epinephelus polyphekadion[30]
- Epinephelus polystigma
- Epinephelus posteli
- Epinephelus quernus
- Epinephelus quinquefasciatus
- Epinephelus quoyanus[28]
- Epinephelus radiatus
- Epinephelus retouti
- Epinephelus rivulatus[28]
- Epinephelus septemfasciatus
- Epinephelus sexfasciatus
- Epinephelus socialis[19]
- Epinephelus spilotoceps[26]
- Epinephelus stictus
- Epinephelus stoliczkae[31]
- Epinephelus striatus[32]
- Epinephelus suborbitalis
- Epinephelus summana[13]
- Epinephelus tauvina[33]
- Epinephelus timorensis
- Epinephelus trimaculatus
- Epinephelus trophis
- Epinephelus tuamotuensis
- Epinephelus tukula[34]
- Epinephelus undulatostriatus[35]
- Epinephelus undulosus[36][37][38][39][40][41][42][43][44]

## Ресурси Інтернету
- Epinephelus. Інтегрована система таксономічної інформації (ITIS). Процитовано 6 Червень 2006. (англ.)
- Froese, Rainer, and Daniel Pauly, eds. (2006). Види роду Epinephelus на FishBase. Версія за Січень 2006 року.